# Späd klocklilja
Späd klocklilja (Fritillaria montana) är en liljeväxtart som beskrevs av David Heinrich Hoppe och Wilhelm Daniel Joseph Koch. Enligt Catalogue of Life ingår Späd klocklilja i släktet klockliljor och familjen liljeväxter, men enligt Dyntaxa är tillhörigheten istället släktet klockliljor och familjen liljeväxter. IUCN kategoriserar arten globalt som otillräckligt studerad. Arten förekommer tillfälligt i Sverige, men reproducerar sig inte. Inga underarter finns listade.

## Bildgalleri

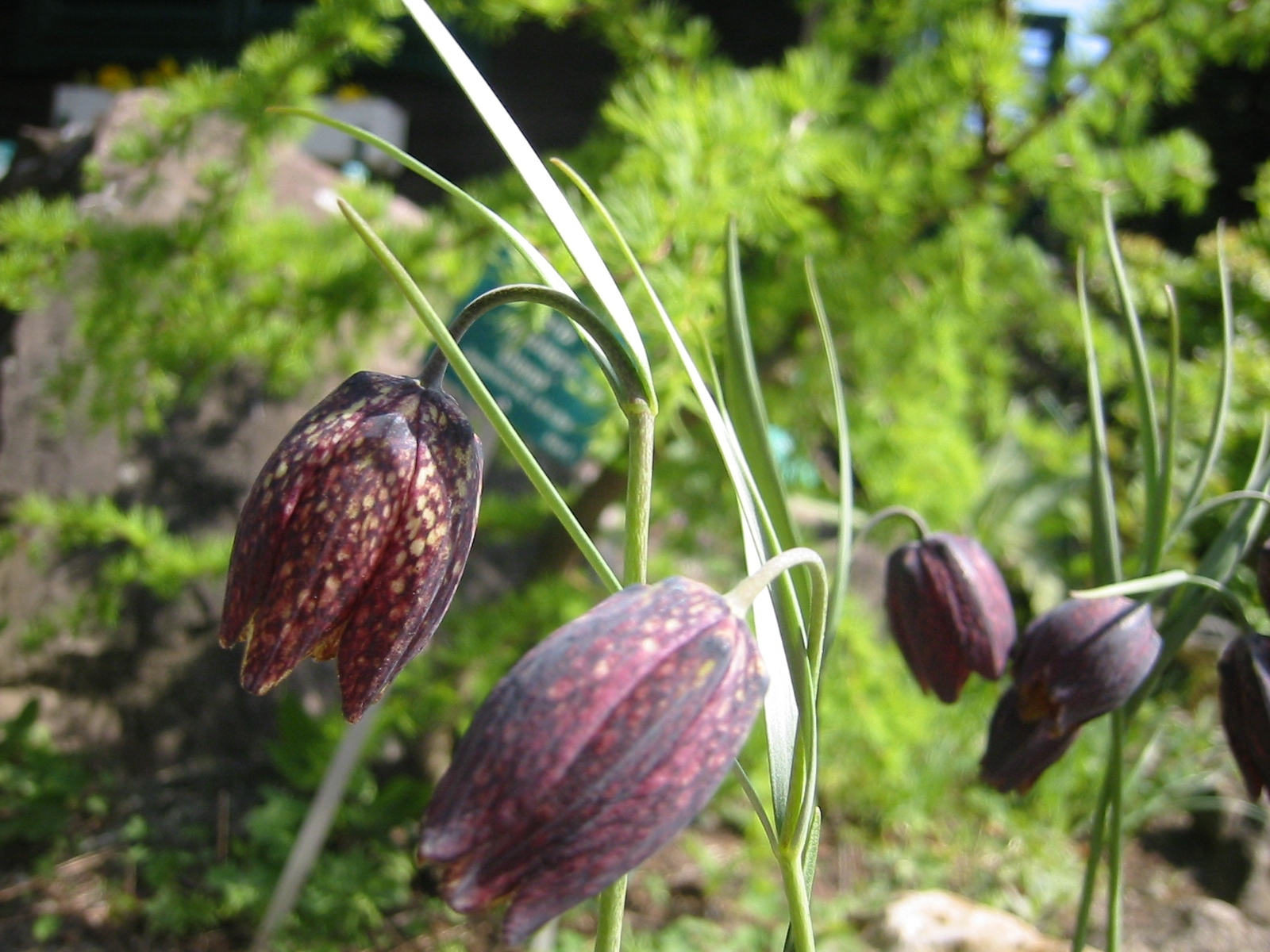